# Air Force Space Command

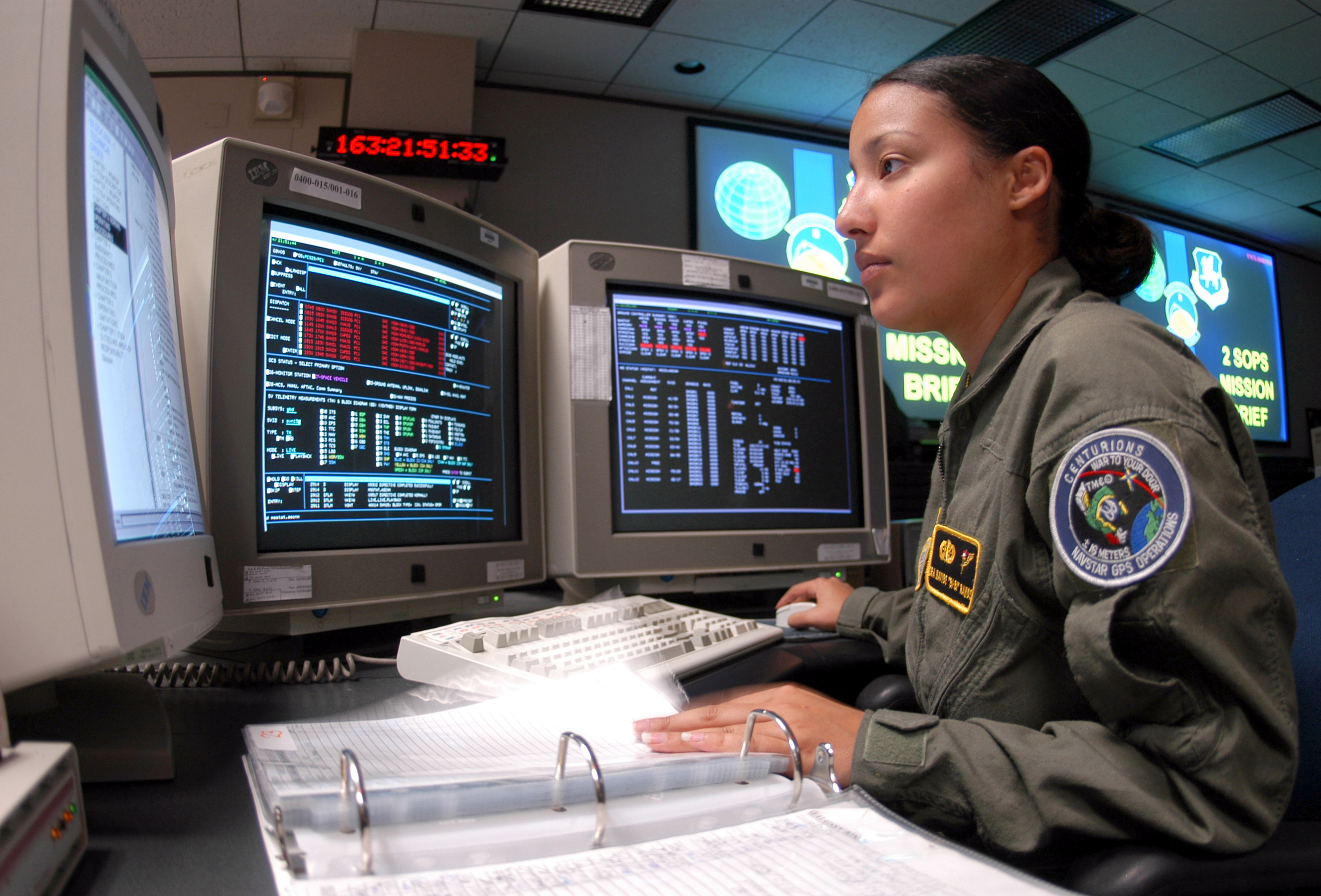
Surveillance d'un ensemble de satellites artificiels du département de la Défense des États-Unis contribuant au système de positionnement introduit à l'instigation de ce commanditaire : le global positioning system.

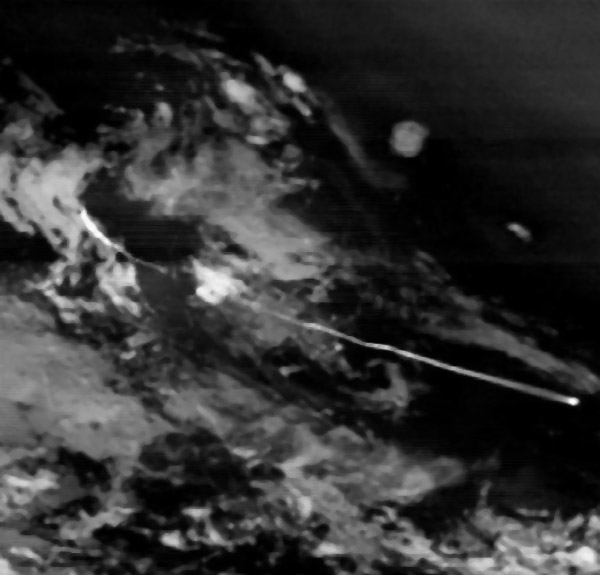
Observation d'un tir de missile par infrarouge par un satellite de reconnaissance Space-Based Infrared System.

L'USAF Space Command était la force spatiale des États-Unis de 1982 à 2019.
Créé le 1er septembre 1982 et supprimé le 20 décembre 2019, c'était l'un des principaux commandements de la United States Air Force.
Il a été responsable en particulier des missiles intercontinentaux à têtes nucléaires jusqu'en septembre 2009 et des systèmes de satellites artificiels militaires américains dont le GPS.
Le Global Strike Command a repris les missions nucléaires en septembre 2009 tandis que l'United States Space Force a repris les missions aérospatiales en décembre 2019.

## Organisation en 2006
Ce commandement emploie à cette date approximativement 40 000 personnes répartis en 7 100 militaires, 18 300 employés civils du DoD et 14 000 employés des entreprises civiles chargées d'exécuter des missions pour l'AFSPC.
Au 1er juillet 2006, le Space Command est constitué des unités suivantes :
L'AFSC est composée de trois Air Forces :
- 14th Air Force basé à Vandenberg Air Force Base (s'occupant des systèmes de détection et de satellites dont les installations du NORAD)
  -  21st Space Wing basé à Peterson Air Force Base
  -  30th Space Wing (en) basé à Vandenberg Air Force Base
  -  45th Space Wing basé à Patrick Air Force Base
  -  50th Space Wing basé à Schriever Air Force Base (en)
  -  460th Space Wing (en) basé à Buckley Air Force Base
- 20th Air Force basé à F.E. Warren Air Force Base (s'occupant des 500 ICBM en service)
  -  90th Space Wing basé à F.E. Warren Air Force Base
  -  91st Space Wing basé à Minot Air Force Base
  -  341st Space Wing basé à Malmstrom Air Force Base
- 24th Air Force (en) basé à Lackland Air Force Base, Texas
  -  67th Network Warfare Wing basé à Lackland Air Force Base, Texas
  - 688th Information Operations Wing basé à Lackland Air Force Base, Texas
  - 689th Combat Communications Wing basé à Robins Air Force Base, Géorgie
  - Air Force Network Integration Center basé à Scott Air Force Base, Illinois
  -  624th Operations Center

et de deux Direct Reporting Units :
- Space and Missile Systems Center (en) basé à Los Angeles Air Force Base (en), Californie
  -  61st Air Base Wing basé à Los Angeles Air Force Base (en), Californie
- Space Innovation and Development Center basé à Schriever Air Force Base (en), Colorado

## Commandements américains ayant un rôle dans le domaine spatial
- United States Space Command, Unified Combatant Command actif de 1985 de 2002 et réactivé en 2019.
- Space and Naval Warfare Systems Command, United States Navy

## Culture populaire
- Dans l'univers fictif de Stargate, le Stargate Command, basé à Cheyenne Mountain, est l'une des branches de l'Air Force Space Command.